# Huo guo ying xiong
Huo guo ying xiong (火锅英雄S), noto anche con il titolo internazionale Chongqing Hot Pot, è un film del 2016 diretto da Yang Qing.

## Trama
Tre amici decidono di aprire un loro ristorante in un vecchio rifugio antiaereo, per poi scoprire che solo una parete li separa dall'interno del caveau della banca vicina. Il gruppo deve quindi decidere se organizzare o meno il colpo che potrebbe cambiare il loro futuro.

## Distribuzione
In Cina, la pellicola è stata distribuita da Wuzhou a partire dal 1º aprile 2016.